# Llista d'espècies de licòsids

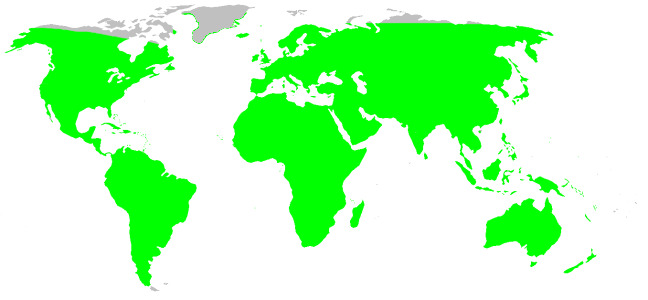
Distribució dels licòsids

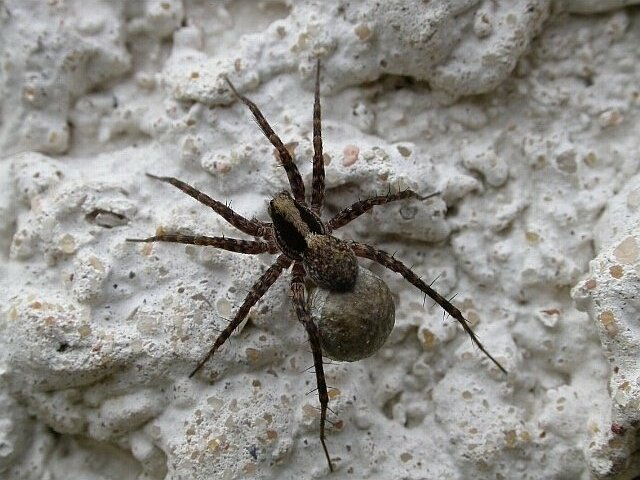
Pardosa lugubris

Llista d'espècies de licòsids, una extensa família d'aranyes araneomorfes. És una família amb una àmplia distribució per tot el món i àmplia presència en el Mediterrani oriental.
Hi ha la informació recollida fins al 21 de desembre de 2006, amb 104 gèneres i 2.304 espècies citades. El gènere Pardosa és el més extens amb 566 espècies, seguit del Lycosa amb 245 espècies i del Hogna amb 236 espècies.
Degut a l'extensió del llistat aquest s'ha dividit en 5 articles d'una mida més assequible, seguint l'ordre alfabètic:
1. Llista d'espècies de licòsids (A)
2. Llista d'espècies de licòsids (B-K)
3. Llista d'espècies de licòsids (L-O)
4. Llista d'espècies de licòsids (P)
5. Llista d'espècies de licòsids (R-Z)